# Paratrichius vittatus
Paratrichius vittatus är en skalbaggsart som beskrevs av K. Sawada 1939. Paratrichius vittatus ingår i släktet Paratrichius och familjen Cetoniidae. Inga underarter finns listade i Catalogue of Life.